# Gunung Bateekeubeue
Gunung Bateekeubeue är ett berg i Indonesien.   Det ligger i provinsen Aceh, i den västra delen av landet, 1 700 km nordväst om huvudstaden Jakarta. Toppen på Gunung Bateekeubeue är 2 721 meter över havet, eller 786 meter över den omgivande terrängen. Bredden vid basen är 17,3 km.
Terrängen runt Gunung Bateekeubeue är bergig åt sydväst, men åt nordost är den kuperad.Runt Gunung Bateekeubeue är det mycket glesbefolkat, med 5 invånare per kvadratkilometer. Det finns inga samhällen i närheten. I omgivningarna runt Gunung Bateekeubeue växer i huvudsak städsegrön lövskog.